# Calle 69 (línea Flushing)
 Calle 69  es una estación en la línea Flushing del Metro de Nueva York de la División A del Interborough Rapid Transit Company (IRT). La estación se encuentra localizada en el distrito Woodside, Queens entre la Calle 69 y la Avenida Roosevelt. La estación es servida todo el tiempo por los trenes del servicio <7>.